# Ajaokuta Stahlwerk

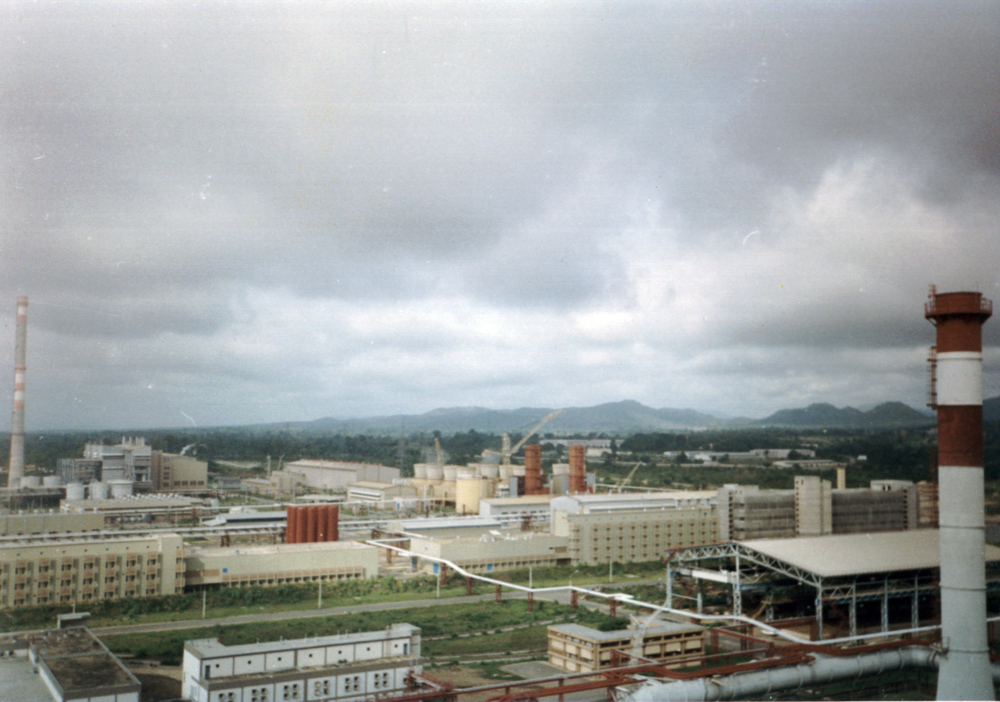
Ajaokuta Stahlwerk (1994)

Die Ajaokuta Steel Company Limited (ASCL) ist ein geplantes Stahlwerkprojekt in Ajaokuta in Nigeria. Das 1979 unter sowjetischer Hilfe auf einem 24.000 Hektar großen Gelände errichtete Werk wäre bei Fertigstellung das größte Stahlwerk Nigerias gewesen. Das Projekt wurde jedoch schlecht verwaltet und ist auch 40 Jahre später noch nicht abgeschlossen. Drei Viertel des Komplexes wurden aufgegeben, und nur die leichten Walzwerke wurden für die Herstellung kleinerer Mengen und die Produktion von Eisenstäben in Betrieb genommen. Bekannt wurde die Politikerin Natasha Akpoti-Uduaghan durch ihre Kampagnen zur Wiederbelebung des Ajaokuta-Stahlwerks.

## Machbarkeitsstudie
1967 empfahlen sowjetische Experten im Rahmen eines Kooperationsabkommens, in Nigeria nach Eisenerz zu schürfen. Im Jahr 1973 wurde in Itakpe, Ajabanoko und Oshokoshoko Eisenerz in der erforderlichen Qualität entdeckt. Die Ajaokuta Steel Company Limited wurde 1979 gegründet, und das Stahlwerk war 1994 zu 98 % fertiggestellt, wobei 40 der 43 Anlagen des Werks gebaut worden waren. Um das Stahlwerk mit Rohstoffen zu versorgen und mit dem Weltmarkt zu verbinden, wurde 1987 der Bau der ersten nigerianischen Normalspurbahn von den Eisenminen in Itakpe zum Stahlwerk in Ajaokuta und weiter zum Atlantischen Ozean bei Warri in Auftrag gegeben.

## Scheitern
Beide Projekte wurden jedoch schlecht geführt. Das Stahlwerk in Ajaokuta war vier Jahrzehnte nach Baubeginn immer noch nicht fertiggestellt. Im Dezember 2017 hatte das Stahlwerk in Ajaokuta immer noch kein einziges Stahlblech produziert. Die leichten Walzwerke wurden schließlich 2018 für die Weiterverarbeitung in kleinem Maßstab und die Herstellung von Eisenstangen in Betrieb genommen. Drei Viertel des Werks wurden jedoch aufgegeben, darunter die Großanlagen und die interne Eisenbahnlinie.

## Eisenbahnstrecke eingeweiht
2016 vergab die nigerianische Regierung Aufträge an die China Civil Engineering Construction Corporation und Julius Berger, um die Eisenbahnstrecke Warri-Itakpe instand zu setzen und fertigzustellen. Am 29. September 2020 wurde die Strecke von Präsident Muhammadu Buhari offiziell eingeweiht. Sie ist eine von drei Normalspurstrecken im nigerianischen Schienennetz.

## Bewertung
Das Stahlwerk Ajaokuta gilt in Nigeria als markantestes Beispiel fehlerhaft verlaufener Entwicklungshilfe.